# Brassica carinata
Brassica carinata (mostassa d'Etiòpia) és una espècie de planta oleaginosa del gènere de la col (Brassica). Es creu que és el producte d'una hibridació antiga entre Brassica nigra i Brassica oleracea(Prakash i Hinata, 1980). Encara que B. carinata es cultiva a Etiòpia per les seves llavors oleaginoses generalment té alts nivells dels indesitjables glucosinolats i d'àcid erúcic (Getinet et al. 1997), essent una mala elecció de cultiu comparat amb Brassica napus (colza).

També és una verdura de fulla que es coneix com a yabesha gomen en idioma amhàric. Hi ha varietats com l'anomenada Texsel, adaptades al cultiu en climes temperats.
En climes temperats se sembra quan el sòl té entre 10 i 15 ªC en fileres separdes 30 cm, les plantes s'aclareixen a 2,5 cm entre elles.

Les seves flors són molt atractives per a les abelles i hi cullen el pol·len i el nèctar.